# Machhegaun
Machhegaun (nep. मच्छेगाउँ) – gaun wikas samiti w środkowej części Nepalu w strefie Bagmati w dystrykcie Katmandu. Według nepalskiego spisu powszechnego z 2001 roku liczył on 574 gospodarstw domowych i 2871 mieszkańców (1444 kobiet i 1427 mężczyzn).